# Лисицин Федір Якович
Федір Якович Лисицин (21 лютого 1905, село Панкратовська, тепер Єгор'євського району Московської області, Російська Федерація — 18 грудня 1997, місто Москва) — радянський військово-політичний діяч, начальник Політичного управління Прикарпатського військового округу, генерал-лейтенант (1958).

## Біографія
Народився в родині робітника. Член ВКП(б) з 1927 року.
З лютого 1938 року — у Червоній армії. Учасник радянсько-фінської та німецько-радянської війн. Служив начальником політичного відділу 17-ї стрілецької дивізії Білоруського особливого військового округу, заступником начальника, начальником політичного відділу 8-ї армії. З червня 1941 року — начальник відділу політичного управління Південного фронту, заступник начальника політичного відділу 6-ї армії Південно-Західного фронту. З 23 листопада 1941 року — начальник політичного відділу 1-ї ударної армії та 3-ї ударної армії, захищав Москву, воював на Північно-Західному і багатьох інших фронтах, брав участь у штурмі Берліна.
У 1945 — червні 1946 року — начальник Політичного управління Львівського військового округу. У червні 1946 — лютому 1948 року — начальник Політичного управління Прикарпатського військового округу.
У 1948—1953 роках — завідувач сектору, завідувач підвідділу, заступник завідувача адміністративного відділу ЦК ВКП(б).
У 1953—1955 роках — слухач Вищої військової академії імені Ворошилова.
У 1956—1959 роках — член Військової ради — начальник Політичного управління Північної групи військ.
У 1959—1961 роках — у розпорядженні Головного політичного управління Радянської армії і Військово-морського флоту. У 1961—1968 роках — начальник політичного відділу військової частини.
З 1969 року — у відставці. Помер у Москві. Похований на Троєкурівському цвинтарі (ділянка 11).

## Нагороди
- два ордени Червоного Прапора (1940, 1943)
- орден Суворова II ступеня (31.05.1945)
- три ордени Червоної Зірки (1943,)
- орден Вітчизняної війни І-го ст. (6.04.1985)
- медалі

## Твори
- Лисицин Ф. Я. В ті грізні роки. —М: Воениздат, 1978.